# Ettore Carpi
Ettore Carpi (Genova, 26 dicembre 1913 – Livorno, 29 marzo 1935) è stato un calciatore italiano, di ruolo attaccante.

## Biografia
Promettente calciatore, allievo di William Garbutt, morì prematuramente all'età di 21 anni all'Ospedale Civile di Livorno di setticemia, conseguenza di una tonsillite contratta dopo essere stato operato di ernia. La salma fu traslata a Genova, sua città natale, e condotta al cimitero di Staglieno dopo i funerali.

## Caratteristiche tecniche
Era un interno destro.

## Carriera
Esordì in Serie A l'11 ottobre 1931, in occasione del pareggio esterno del Genova 1893 a reti bianche contro la Triestina (0-0).
Nelle tre stagioni in rossoblu ottiene un undicesimo posto nel 1932, un ottavo nel 1933 e la retrocessione in Serie B al termine della stagione 1933-1934, chiusa al diciassettesimo e penultimo posto; nel gennaio 1935 fu ceduto in prestito al Livorno.